# Суперсімейка 2
«Суперсімейка 2» (англ. Incredibles 2) — американський супергеройський анімаційний фільм 2018 року, продовження мультфільму Суперсімейка 2004 року. Над виробництвом сиквела працювала студія Pixar Animation Studios. Анімаційний мультфільм випустила студія Walt Disney Pictures.
Мультфільм вийшов на екрани України 14 червня 2018 року, а США — 15 червня.

## Сюжет
Через три місяці після поразки Синдрома сім'я Парр — Боб, Гелен, Шусть, Фіалка і Джек-Джек — продовжують працювати під своєю супергеройською ідентичністю, Суперсімейка. Після того, як їм не вдається запобігти пограбуванню метровільського банку від рук лиходія Підривайла, влада стурбована рівнем шкоди, заподіяної інцидентом. В результаті Рік Дікер повідомляє родину Парр, що програма його департаменту з переселення супергероїв закривається, змушуючи суперів з усього світу постійно дотримуватися своїх секретних особистостей, та востаннє переселяє сім'ю у мотель, оскільки це все, що він може для них зробити. Незабаром після цього Боб і Гелен разом з другом сім'ї Люціусом Бестом — супергероєм Фрозоном — виходять на контакт з Вінстоном Девором, шанувальником супергероїв, телекомунікаційним магнатом і власником компанії DEVTECH. Він пропонує їм взяти участь у рекламній кампанії, що допоможе суперам повернути підтримку широкої громадськості.
Гелен Парр, дії якої вважаються найменш руйнівними, обрана для проведення кампанії, суть якої полягає у відкритій боротьбі зі злочинністю в місті Нью-Урбен в якості її старої особистості Еластики. У рамках плану Вінстон надає сім'ї новий будинок, а Боб пропонує подбати про дітей поки Гелен у від'їзді. Під час її відсутності, Боб виявляє, що Джек-Джек має різні надздібності і намагається взяти ситуацію під контроль. Надздібностей виявляється поки що 17:
- спалахує вогнем,
- невразливість,
- стає металічним,
- перетворюється на маленьке чудовисько,
- проникає через фізичну матерію (скло, метали тощо) та енергетичні поля,
- суперсила як у його батька,
- телекінез,
- випускає очима лазери,
- стає еластичним як мама,
- клонує себе (тимчасово),
- електрика (створює блискавки),
- телепортація,
- гравітація (сидить на стелі кімнати у фільмі 2005 року «Джек-Джек атакує»),
- переміщення в 4 вимір, що виглядає як невидимість
- перетворення в інших людей (поліморфія),
- левітація (політ),
- збільшується у розмірі

У пошуках допомоги Боб їде з Джек-Джеком до Едни Мод, подруги сім'ї і дизайнера супергеройських костюмів, яка спочатку відмовляється допомогти, проте змінює думку коли бачить надприродні здібності дитини в дії. Між тим, під час своєї місії Гелен стикається з Гакерманом — таємничим лиходієм, який захоплює екрани, щоб проєктувати гіпнотичні зображення, які промивають мізки пересічним громадянам.
Після порятунку посла з лап Гакермана, Гелен вдається перемогти його, тільки щоб виявити, що він — звичайний доставщик піци, який навіть не пригадує, що саме накоїв. На вечірці з приводу поразки Гакермана в DEVTECH, Гелен усвідомлює, що доставщик піци контролювався гіпно-екранами в його окулярах, але перш ніж їй вдається когось попередити, сестра Вінстона Евелін пересилює її і промиває мізки гіпнотичними окулярами. Евелін зізнається, що саме вона діяла під іменем Гакермана — вважаючи суперів загрозою незалежності людства, вона прагнула підірвати місію свого брата і планує промити мізки світовим лідерам, щоб вони не змогли повторно легалізувати супергероїв. Потім Евелін вдається заманити Боба до пастки, тоді як Люціуса беруть у полон інші контрольовані супери, і обидва вони знаходяться під контролем Евелін за допомогою окулярів для промивання мізків.
Уникаючи тієї ж долі, що й їхні батьки, Шусть, Фіалка і Джек-Джек, яких Една забезпечила супер-костюмами, прокрадаються на борт корабля Деворів щоб врятувати своїх батьків, оскільки світові лідери зустрічаються там для слухання справи про суперів. Перш ніж дітям вдається звільнити батьків від контролю Евелін, Гелен, Боб і Люціус виголошують промову, щоб виставити себе — і суперів в цілому — як загрозу для суспільства. Настає час битви, яка загрожує масовими руйнуваннями, адже корабель, на якому знаходяться герої, насувається на Нью-Урбен. Однак, команді вдається його зупинити, в той час як Гелен затримує Евелін, коли та намагається втекти. Після інциденту супери знову стають законними, в той час як Евелін заарештована.

## У ролях
| Актор               | Роль                           |
| ------------------- | ------------------------------ |
| Голлі Гантер        | Гелен Парр/Еластика            |
| Крейг Т. Нельсон    | Боб Парр/Містер Неймовірний    |
| Сара Вауелл         | Віолетта Парр/Фіалка           |
| Гак Мілнер          | Деш Парр/Шусть                 |
| Семюел Л. Джексон   | Люціус Бест/Фрозон             |
| Бред Берд           | Една Мод                       |
| Джонатан Бенкс      | агент Рік Дікер                |
| Джон Ратценбергер   | Підривайло                     |
| Боб Оденкерк        | Вінстон Девор                  |
| Кетрін Кінер        | Евелін Девор                   |
| Білл Вайз           | голос Гакермана/доставщик піци |
| Філ Ламарр          | Трощидло і Електрикс           |
| Софія Буш           | Карен/Войд                     |
| Пол Ейдінг          | Гас Бернс/Відрижка             |
| Ізабелла Росселліні | посол                          |
| Латаня Річардсон    | Киця Бест, дружина Фрозона     |
| Баррі Боствік       | мер Метровіля                  |
| Майкл Берд          | Тоні Райдінджер                |
| Адам Гейтс          | Чед Брентлі                    |
| Майкл Б. Джонсон    | Віктор Кечет                   |
| Джер Бернс          | перший детектив                |
| Адам Родрігес       | другий детектив                |

## Український дубляж
Фільм дубльовано студією «Le Doyen» на замовлення компанії «Disney Character Voices International» у 2018 році.
- Режисер дубляжу — Ольга Фокіна
- Перекладач тексту та пісень — Олена Любченко
- Музичний керівник — Тетяна Піроженко

Ролі дублювали:
- Михайло Жонін — Боб Парр/Містер Неймовірний
- Юлія Перенчук — Гелен Парр/Еластика
- Анастасія Жарнікова-Зіновенко — Віолетта Парр/Фіалка
- Єгор Скороходько — Деш Парр/Шусть
- Андрій Твердак — Люціус/Фрозон
- Катерина Буцька — Евелін Девор
- Дмитро Вікулов — Вінстон Девор
- Олександр Солодкий — Тоні Райдінджер
- Таяна — Войд
- Ірина Дорошенко — Една Мод
- Олексій Череватенко — Трощило
- Наталія Сумська — Посол
- Андрій Мостренко — Чед Брентлі
- Євген Пашин — Рік Дікер
- Сергій Солопай — Підривайло, Відрижка
- Сергій Кияшко — Хакерман
- Володимир Канівець — Розгублений, Віктор Кечет
- Олександр Шевчук — Електрикс
- Михайло Войчук — Мер
- Дмитро Бузинський — Детектив 1
- Володимир Бугай — Детектив 2
- Лариса Руснак — Киця
- Олександр Усик — Брила

А також: Борис Георгієвський, Вікторія Хмельницька, Марія Єременко, Христина Кисельова, Андрій Мороз, Віктор Григор'єв, Дарій Канівець.

## Комп'ютерна гра
Одночасно з мультфільмом вийшла комп'ютерна Лего гра, заснована на сюжеті обох мультфільмів.

## Комікси
У березні 2018 року було оголошено, що до випуску у 2018 році також готується графічний роман «Суперсімейка 2» і мінісерія коміксів від видавництва Dark Horse Comics.

## Сприйняття

### Касові збори
«Суперсімейка 2» зібрала $608,6 млн у США та Канаді та $634,2 млн на інших територіях, а загальні світові збори склали $1,242 млрд.. Виробничий бюджет фільму склав 200 мільйонів доларів.

### Критика
Фільм отримав схвальні відгуки від критиків. На агрегаторі рецензій Rotten Tomatoes фільм має рейтинг 94 % (на основі 306 відгуків) і середню оцінку 7,9/10. На Metacritic стрічка має середній бал 80 зі 100 (на основі 51 рецензії), що вважається здебільшого схвальним.